# Probles ruficornis
Probles ruficornis là một loài tò vò trong họ Ichneumonidae.